# 岡山武道館

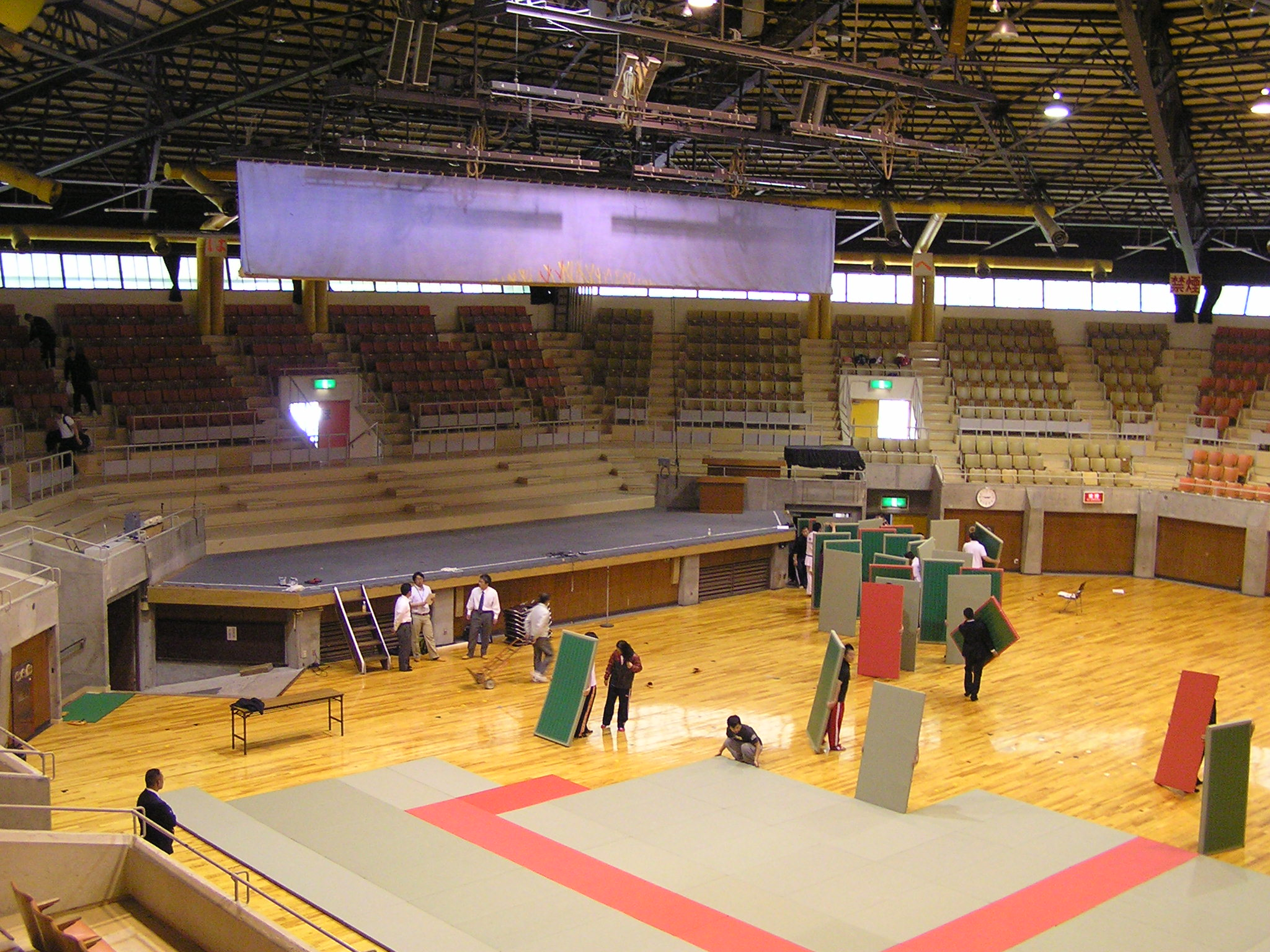
岡山武道館内部

岡山武道館（おかやまぶどうかん、Okayama Budokan）は、岡山県岡山市北区いずみ町の岡山県総合グラウンド内にある武道館である。

## 概要
1962年（昭和37年）竣工、建物は岡山県が所有し、財団法人岡山県武道振興会が指定管理者として運営・管理を行っている。
主道場は座席数2,800席。武道競技だけでなく、バレーボール、バドミントンにも対応できる。その他、柔道・剣道の練習道場もある。老朽化のため2021年から22年まで休館。2023年にリニューアル

## 利用状況
年間約9万人が使用し、主に武道競技が中心で、2009年（平成21年）まで毎年開催された都道府県対抗全日本女子柔道大会や2005年（平成17年）の晴れの国おかやま国体の会場としても使用された。
さらにはプロレスの興行にも使用され、全日本プロレス、新日本プロレス、国際プロレス、プロレスリング・ノア、IWA・JAPAN、全日本女子プロレス、NEO女子プロレスが岡山での興行の際には使用していた会場でもある。ラッシャー木村と阿修羅・原もともに当武道館で金網デスマッチを行った他（対戦相手は木村がオックス・ベーカー、原がジプシー・ジョー）、1991年4月4日には、全日本プロレスの井上雅央（後プロレスリング・ノア、現在フリーランス）と浅子覚（現在は引退しプロレスリング・ノアのトレーナー）の両選手が当武道館にてデビュー戦を行った（試合カードは百田光雄、井上雅央組vsリチャード・スリンガー、浅子覚組）。
プロボクシングでもウルフ時光がホセ・アントニオ・アギーレの持つ世界タイトルに挑戦した試合や、オケロ・ピーターがトアキバ・タセファ（ニュージーランド）の持つOPBF東洋太平洋ヘビー級王座に挑戦した試合、そして最近では2014年に東洋太平洋スーパーバンタム級王者和氣慎吾の凱旋試合が当武道館で行われた。
また、卓球Tリーグ・岡山リベッツのホームアリーナとしても利用される。
- 2018-19：8試合

## 建物・施設
- 主道場
  - 観客席：2,800席（2階固定席1,700席、1階移動席1,100席）
  - 競技用途：柔道2面、剣道2面、バレーボール1面、バドミントン4面
- 練習道場：384m²（柔道230畳、剣道16m×24m）

## 隣接する施設
- 岡山県総合グラウンド陸上競技場（JFE晴れの国スタジアム）
- 岡山県総合グラウンド体育館（ジップアリーナ岡山）
- 岡山県野球場

## 交通アクセス
- JR岡山駅から路線バス利用
  - 東口バスターミナル7番乗り場から、岡電バス・中鉄バス (16)「津高台団地・半田山ハイツ」行き、(26)「国立病院」行き、(36)「辛香口」行き、(86)「免許センター」行き、「武道館口」下車。
  - 西口交通広場から、岡電バス (47)「岡山大学・岡山理科大学」行き、「スポーツセンター前」下車。
  - 西口交通広場から、岡電バス (76)「中央病院・津高営業所」行き、「武道館前」下車。
- JR岡山駅西口から岡山大学方面へ徒歩約15分。